# Paralacydes ramosa
Paralacydes ramosa là một loài bướm đêm thuộc phân họ Arctiinae, họ Erebidae.